# Shifosi (köpinghuvudort i Kina, Henan Sheng, lat 33,08, long 112,16)
Shifosi är en köpinghuvudort i Kina. Den ligger i provinsen Henan, i den centrala delen av landet, omkring 230 kilometer sydväst om provinshuvudstaden Zhengzhou. Antalet invånare är 58 548. Befolkningen består av 26 946 kvinnor och 31 602 män. Barn under 15 år utgör 24,0 %, vuxna 15-64 år 68 %, och äldre över 65 år 6,0 %.
Runt Shifosi är det tätbefolkat, med 550 invånare per kvadratkilometer. Shifosi är det största samhället i trakten. Trakten runt Shifosi består till största delen av jordbruksmark.
Genomsnittlig årsnederbörd är 886 millimeter. Den regnigaste månaden är september, med i genomsnitt 152 mm nederbörd, och den torraste är januari, med 5 mm nederbörd.